# Vsévolozhsk
Vsévolozhsk (en ruso: Все́воложск) es una localidad del óblast de Leningrado, en Rusia. Centro administrativo del raión de Vsévolozhsk. Está ubicada en el Istmo de Carelia,a orillas del río Lúbia, 24 km al este de San Petersburgo. Cuenta con una población de 48 534 habitantes (censo de 2010).

## Historia

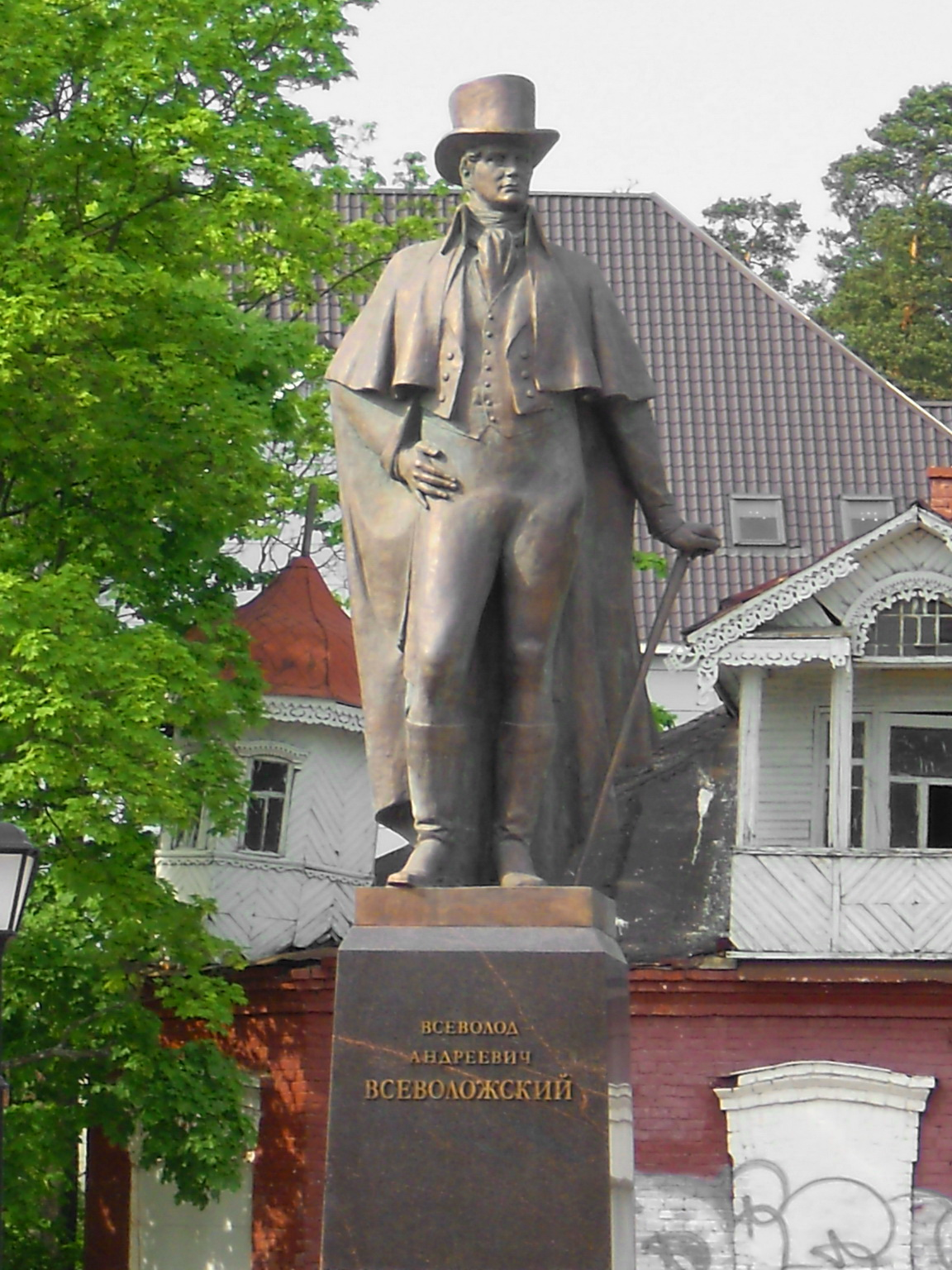
Monumento al duque V.A Vsévolozhsky

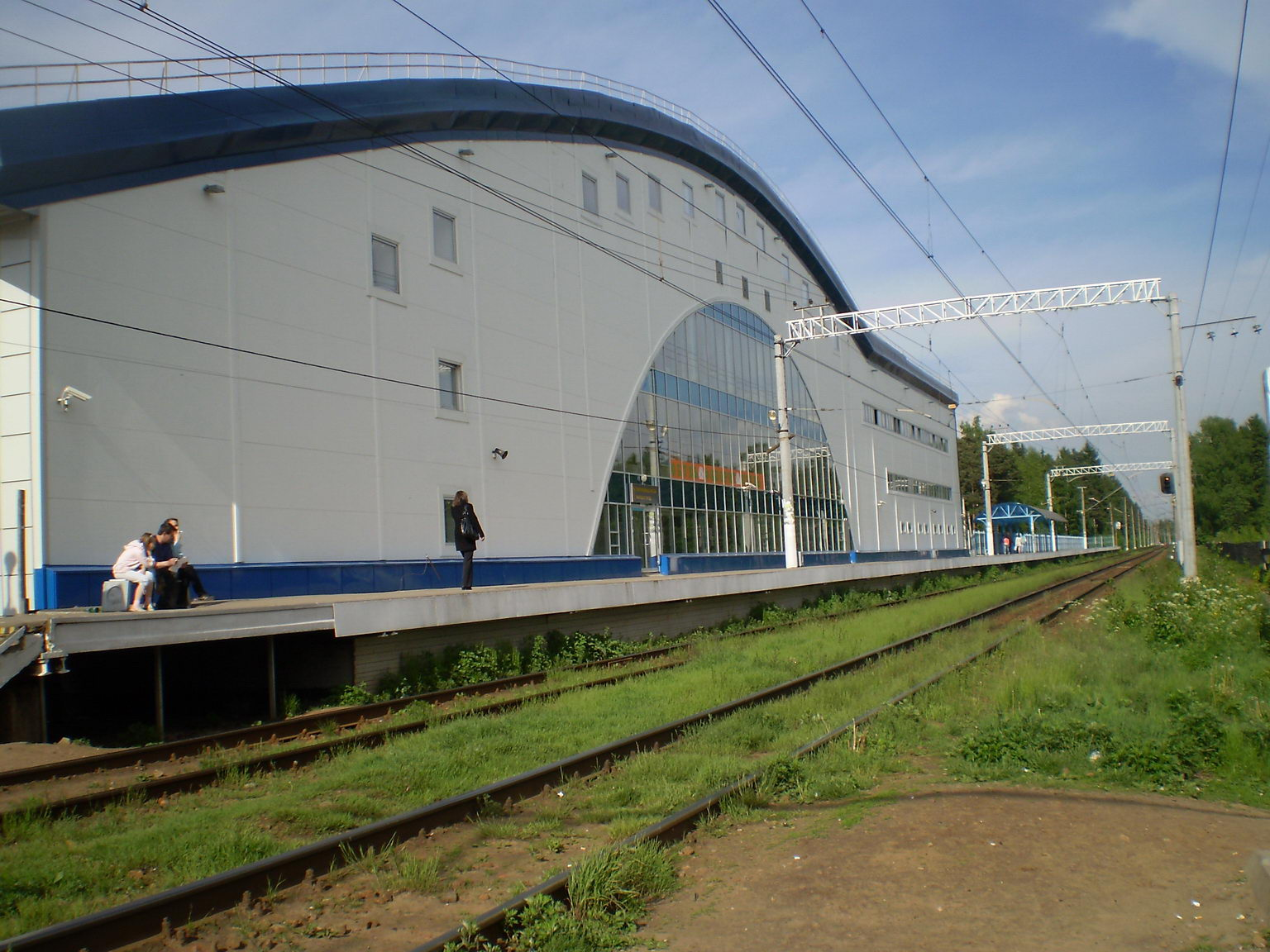
Estación de ferrocarril Vsevolozhskaia

El nombre de la localidad se debe al duque V.A Vsévolozhsky, antiguo propietario de la zona y fundador. En 1892, en el lugar donde ahora se sitúa Vsévolozhsk, se puso en funcionamiento el primer ferrocarril de vía estrecha en Rusia, cuya tarea era transportar turba para la calefacción de San Petersburgo (carretera Irinovskaia, ó la de Irina). 
Vsévolozhsk fue el primer asentamiento en Rusia que contó con lámparas de gas en las calles. Durante la Segunda Guerra Mundial, entre 1941-1944, fue parte del Camino de la Vida, una ruta de paso que conectaba Leningrado, sitiada por la Wehrmacht, con el resto de la Unión Soviética. Obtuvo el estatus de la ciudad en 1963. En tiempos soviéticos se abrigó la intención de convertir el lugar en una estación vacacional, pero más tarde la idea fue abandonada.
En la última década el lugar se ha convertido en una creciente localidad, con varios proyectos urbanísticos.

## Economía
Vsévolozhsk, es un potente centro industrial, cuenta con sedes de compañías nacionales e internacionales: 
- Planta de ensamblaje de Automóviles Ford,
- Rexam PLC, manufacturera de latas de bebida
- Fábrica de Neumáticos Nokian
- Imprenta MDM
- Merloni SpA Termosanitari, fábrica de producción calefactores
- Nevski, fábrica de cerámica,
- Fábrica procesadora de carne,
- Fábrica de leche,
- Fábrica de costura,
- Planta de materiales de construcción y muebles.

## Educación
Vsévolozhsk dispone de seis escuelas de enseñanza general, una de música, una de arte, y dos escuelas vocacionales.

## Transporte
La localidad posee tres plataformas de ferrocarril para pasajeros, Berngardovka, Vsevolozhskaya, Melnichni Ruchei. Además cuenta con líneas de buses que viajan a las estaciones del metro de San Petersburgo y a otras ciudades cercanas.
Residentes famosos
Belousov, Vladimir Pavlovich (nacido el. 1946) - atleta, campeón olímpico.
Bortko, Vladimir Vladimirovich (nacido el. 1946) fue un director de cine, guionista y productor soviético y ruso.
Vashukov, Mijaíl Yuryevich (nacido el. 1958) fue un artista, copletista y humorista.
Vokka, Gergard Yakovlevich (1887-1988) - historiador local, caballero de la orden de Lenin (1953), primer ciudadano Honorario de vsevolozhsk (1988), una de las calles de la ciudad lleva su nombre en su honor.
Anatoly Alekseevich Denisov (1934-2010) fue un científico y político soviético y ruso.
Dobrovolsky, Yuri Antonovich (1911-1979)-piloto de pruebas, Héroe de la Unión Soviética.
Drachev, Vladimir Petrovich (nacido el. 1966) - ganador de la Copa del mundo y 4 veces campeón del mundo de biatlón.
Zhurova, Svetlana Sergeevna (nacida el. 1972) - campeona Olímpica, diputada de La Duma estatal.
Slepukhin, Yuri Grigorievich (1926-1998) - escritor.
Boris Pavlovich (nacido el en Kiev, Ucrania) es un exfutbolista ruso. 1969) - economista ruso, presidente de la Junta de JSC "rosselkhozbank".